# Arne Novák
Arne Novák, född 2 mars 1880, död 26 november 1939, var en tjeckisk litteraturhistoriker och kritiker. Han var son till Teréza Nováková.

## Biografi
Novák blev 1920 professor i tjeckisk litteraturhistoria vid Masarykuniversitetet i Brno. Han har utfört grundläggande arbeten i tjeckisk och tysk litteraturhistoria. I samarbete med Jan Jakubec utgav han Geschichte der čechischen Literatur (1907, 2:a upplagan 1913) och tillsammans med Jan V. Novák Přehledné dějiny literatury české (3:e upplagan 1922). Bland hans övriga verk märks Die tschechische Literatur (1931) samt de till svenska översatta Den tjeckiska litteraturen i fågelperspektiv (1928; 2., omarb. uppl. 1937) och Barockens Prag (1931) (båda i översättning av Erik Frisk).